# SK Djerv
Der Sportsklubben Djerv ist ein 1913 gegründeter norwegischer Sportverein in Bergen, der vor allem für seine Eishockeyabteilung bekannt ist. Die Mannschaft spielte mehrere Jahre lang in der höchsten norwegischen Spielklasse.

## Geschichte
Der SK Djerv wurde 1913 gegründet. Die Eishockeymannschaft des Vereins spielte von 1979 bis 1983 in der 1. divisjon, der damals höchsten norwegischen Spielklasse. Aus dieser musste sich die Mannschaft aus finanziellen Gründen zurückziehen. In der Saison 1984/85 scheiterte die Mannschaft erst in der Relegation am Wiederaufstieg. In der folgenden Spielzeit erreichten der SK Djerv und der Stadtnachbar Bergen IK beide die Relegation. Nachdem dem SK Djerv der Aufstieg in die 1. divisjon gelang, entschloss man sich zu einer Kooperation beider Mannschaften, um eine konkurrenzfähige Mannschaft aufstellen zu können. Die gemeinsame Profimannschaft spielte als Bergen/Djerv vier Jahre lang in der 1. divisjon, ehe die Mannschaft in Konkurs ging. Während der SK Djerv anschließend seine Eishockeyabteilung schloss, begann der Bergen IK unterklassig mit dem Wiederaufbau einer eigenen Mannschaft.
Weitere Abteilungen des Vereins sind Fußball, Unihockey, Badminton, Korfball und Turnen.